# Singen (Hohentwiel) Industriegebiet
Singen Industriegebiet – przystanek kolejowy w przemysłowej dzielnicy Singen (Hohentwiel), w kraju związkowym Badenia-Wirtembergia, w Niemczech. Zatrzymują się tutaj pociągi Deutsche Bahn jak i Schweizerische Bundesbahnen.
| Singen Industriegebiet               |  |                                           |
| Linia Hochrhein                      |  |                                           |
| Singen (Hohentwiel)odległość: 2,5 km |  | Böhringen-Rickelshausen odległość: 4,2 km |